# Les Nymphettes
Les Nymphettes est un film français réalisé par Henry Zaphiratos et sorti en 1961.

## Synopsis
Lucien, fils d'une concierge d'un immeuble bourgeois, prépare polytechnique. Ses camarades de lycée sont médiocres, et sa mère redoute qu'il ne lui échappe. Il sert d'alibi pour les flirts d'autres garçons de sa bande. 

## Fiche technique
- Titre original français : Les Nymphettes ou Le premier goût de l'amour[1]
- Réalisation : Henry Zaphiratos
- Supervision : Maurice Delbez
- Scénario : Henri Zaphiratos
- Production : International Thanos Films
- Dialogues : Bernard Chesnais
- Lieu de tournage : Paris
- Image : Roger Duculot
- Musique : Louiguy
- Montage : Armand Psenny
- Durée : 80 minutes
- Date de sortie : 
  - France : 27 janvier 1961

## Distribution
- Christian Pezey : Lucien
- Colette Descombes : Joëlle
- Mario Pilar : Mario
- Adrienne Servantie : La mère
- Corrado Guarducci : le producteur
- Claude Arnold : Mireille
- René Rozan : l'abbé
- Michèle Dumontier : Marianne
- Daniel Lorieux : Jean-Loup
- Marie-Thérèse Navaret : Claire
- Pierre Chantarel : le peintre
- Marc Halford : Marc
- Jacques Perrin : Philippe
- Catherine Candida